# 787-й истребительный авиационный полк
787-й истребительный авиационный полк (787-й иап) — воинская часть истребительной авиации, принимавшая участие в боевых действиях Великой Отечественной войны.

## Наименования полка
- 423-й истребительный авиационный полк[1][2];
- 787-й истребительный авиационный полк[1][2];
- 787-й истребительный авиационный полк ПВО[1][2];
- 787-й истребительный авиационный полк[1][2];
- Войсковая часть (полевая почта) 35685[1][2].

## История и боевой путь полка
Полк сформирован как 423-й истребительный авиационный полк в 6-м истребительном авиакорпусе ПВО в период с 20 июля по 1 сентября 1941 года на аэродроме Мясново (ныне посёлок в городе Тула) по штату 015/134 приказом командира 6-го иак ПВО № 0062 от 20.07.1941 г. на основе:
- отдельной истребительной авиационной эскадрильи капитана Фадеева на И-16 (прибыла из Калинина);
- авиационной эскадрильи капитана Ратникова из 124-го истребительного авиационного полка на МиГ-3;
- истребительной авиационной эскадрильи старшего политрука Семергина на И-16, прибывшей из Учебно-тренировочного центра (УТЦ)[1].

С 1 сентября 1941 года 423-й истребительный авиационный полк в составе 6-го иак ПВО Московской зоны ПВО вступил в боевые действия против фашистской Германии и её союзников на самолётах И-16 и МиГ-3. Осуществлял прикрытие города и военных объектов Москвы с воздуха, помимо выполнения задач ПВО вылетал на прикрытие своих войск, штурмовку войск противника, действуя в интересах командования наземных фронтов.
Первая известная воздушная победа полка в Отечественной войне одержана 10 сентября 1941 года: старший политрук Семергин, пилотируя И-16, в паре с лётчиком 124-го истребительного авиационного полка младшим лейтенантом Заниным на МиГ-3 в воздушном бою в районе города Тула сбил немецкий бомбардировщик Ju-88.
|  |  |  |  |

3 марта 1942 года 423-й истребительный авиационный полк переименован в 787-й истребительный авиационный полк.
Всего в составе действующей армии 423-й истребительный авиационный полк находился: с 20 июля 1941 года по 3 марта 1942 года.
С 13 марта 1942 года из 6-го иак ПВО полк передан в состав 125-й истребительной авиационной дивизии ПВО Тульского района ПВО. В апреле 1942 года 1-я эскадрилья перевооружена на самолёты Як-1, а в июле 2-я и 3-я эскадрильи перевооружены на английские истребители «Харрикейн».
С 11 по 31 августа 1942 года 2-я эскадрилья полка вела боевую работу с аэродрома Бекетовка (Сталинград), находясь в оперативном подчинении штаба 102-й истребительной авиационной дивизии ПВО Сталинградского района ПВО. Дивизия действовала в подчинении командования Сталинградского фронта.
C 23 сентября по 3 октября 1942 года 1-я эскадрилья вела боевую работу, находясь в оперативном подчинении штаба 106-й истребительной авиационной дивизии ПВО Бологоевского района ПВО. Дивизия действовала в подчинении командования Северо-Западного фронта.
С февраля 1943 года полк выполнял задачу с аэродрома Хомяково (ныне район города Тула) по прикрытию города Тулы и его промышленных объектов, железнодорожные участки Чернь, Горбачево, Тула, Серпухов, Волово, Сталиногорски, Кашира, Сухиничи, Козельск, Тула.
29 июня 1943 года полк вместе со 125-й истребительной авиационной дивизией ПВО Тульского района ПВО вошёл в состав войск вновь образованного Западного фронта ПВО. 2-я эскадрилья перевооружена на истребители Як-7б, а в декабре и 3-я эскадрилья также перевооружена на самолёты Як-7б.
31 декабря 1943 года полк исключён из действующей армии. В апреле 1944 года в связи с реорганизацией войск ПВО страны в составе 125-й истребительной авиационной дивизии включён в 81-ю дивизию ПВО Северного фронта ПВО (образован 29.03.1944 г. на базе Восточного и Западного фронтов ПВО). В мае 1944 года полк в составе дивизии передан в 82-ю дивизию ПВО Северного фронта ПВО. Полк вместе с другими частями 125-й иад осуществлял противовоздушную оборону городов Вильнюс, Каунас и Лида, железнодорожных и шоссейных коммуникаций, мостов и переправ через реки Неман, Вилия, Нявежис, Дубиса, тыловых баз, объектов и войск 3-го Белорусского и 1-го Прибалтийского фронтов.
25 июля 1944 года полк вновь вошёл в действующую армию и приступил к боевой работе на самолётах Як-9 (перевооружён в период январь — июль 1944 года). В августе 1944 года в составе 125-й иад ПВО передан в 13-й корпус ПВО Северного фронта ПВО. 24 декабря 1944 года вместе со 125-й иад ПВО 13 корпуса ПВО включён в состав войск Западного фронта ПВО (2-го формирования) (преобразован из Северного фронта ПВО). 12 января 1945 полк исключён из действующей армии.
|  |  |  |

День Победы 9 мая 1945 года полк встретил на аэродроме Новосёлки (Вильнюс).
Всего за годы войны полком:
- Проведено воздушных боёв — 129.
- Сбито самолётов противника — 36.

## Командир полка
- майор Сидоров Андрей Ефимович[1], 20.07.1941 — 04.11.1941
- майор, подполковник Майковский Степан Степанович[1], 04.11.1941 — 10.1943
- подполковник Веклич Владимир Александрович[1], 24.05.1944 — 16.08.1944
- майор Коблов Сергей Константинович[1], 16.08.1944 — 25.10.1945

## Послевоенная история полка
В июне 1946 года полк вместе с дивизией передан из 20-й воздушной истребительной армии ПВО в 19-ю воздушную истребительную армию ПВО. 7 июля 1948 года полк перевооружён на истребители Як-3. В май 1949 года в составе 125-й иад передан из 78-й воздушной истребительной армии ПВО в 13-й истребительный авиационный корпус ПВО.
В январе 1951 года полк перевооружён на самолёты Ла-9. В период с 11 по 14 октября 1951 полк в составе 125-й иад передислоцирован из 13-го иак ПВО с аэродром Новосёлки (Вильнюс) в 71-й истребительный авиационный корпус 24-й воздушной армии Группы советских оккупационных войск в Германии на аэродром Нойруппин.
|  |  |  |

20 октября 1951 года получил 11 МиГ-15бис и 2 МиГ-15УТИ и приступил к освоению реактивной техники. 1 июля 1960 года передан из 125-й авиационной дивизии истребителей-бомбардировщиков в 16-ю гвардейскую истребительную авиационную дивизию 24-й воздушной армии Группы советских оккупационных войск в Германии.
В 1982 году полк получил истребители-перехватчики МиГ-25ПД, которые эксплуатировал наряду с МиГ-23 до августа 1989 года. На полк возлагалось особая задача — перехват американских самолётов-разведчиков SR-71A из состава 9-го стратегического разведывательного авиакрыла (9th SRW), базировавшихся на авиабазе Милденхолле в Великобритании. В годы холодной войны SR-71A часто появлялись близ границ ГДР и балтийского побережья. Для противодействия стратегическим разведчикам вероятного противника полк, единственный в 16-й воздушной армии был вооружён перехватчиками МиГ-25ПД (все прочие машины этого типа принадлежали авиации ПВО и дислоцировались на территории СССР). После того как последние два SR-71A были выведены из боевого состава американских ВВС ноябре 1989 года, полк был перевооружён фронтовыми истребителями МиГ-29.
За период пребывания в Германии полк базировался на аэродромах: Нойруппин (с октября 1951 года по октябрь 1956 года), Темплин (с октября 1956 года по 6 октября 1970 года), Финов (с 6 октября 1970 года по 11 мая 1993 года). 11 мая 1993 года полк был выведен из 16-й воздушной армии Западной группы войск в Белоруссию на аэродром Россь, где расформирован.

## Отличившиеся воины полка
- Пирожков Борис Григорьевич, старший лейтенант, командир эскадрильи 787-го истребительного авиационного полка 125-й истребительной авиационной дивизии ПВО 14 февраля 1943 года удостоен звания Герой Советского Союза. Посмертно.

|  |  |  |  |